# Radio anch'io
Radio anch'io è un programma radiofonico di Rai Radio 1, in onda dal martedì al venerdì dalle 7.30 alle 09.00 (con una pausa tra le 8:00 e le 8:30 per l'edizione nazionale del Giornale Radio), attualmente condotto dal giornalista Giorgio Zanchini.

## Storia
La prima puntata fu mandata in onda il 16 gennaio 1978, dalle ore 9:00 alle 11:00, sull’allora Programma Nazionale di Radio Rai (oggi Rai Radio 1). Ideato come programma di satira sull’attualità, fu inizialmente condotto da Giorgio Bandini, Loris Barbieri e Paolo Modugno.
A partire dal 1º gennaio 1980, la conduzione fu affidata a Gianni Bisiach, che rinnovò profondamente il formato del programma, introducendo una maggiore interazione con il pubblico: gli ascoltatori potevano porre domande a cui rispondevano esperti provenienti da diversi ambiti. Bisiach rimase alla guida del programma fino al 30 luglio 1992, realizzando circa 2.500 puntate.
Elena Doni fu per molti anni l’unica donna alla conduzione della trasmissione. Nel corso del tempo, diversi conduttori si sono alternati alla guida del programma, fino ad arrivare a Giorgio Zanchini.  
Sin dalla sua nascita, il programma ha adottato come sigla musicale il brano gospel When the Saints Go Marching In, la cui registrazione è stata aggiornata nell’aprile del 2009.
Nel corso della stagione 2022-2023, il programma è stato esteso anticipando l'inizio alle ore 6:30, con l'inserimento di una rassegna stampa condotta da Giorgio Zanchini, affiancato da Pablo Rojas. A partire dalla stagione 2023-2024, con l'introduzione del programma Il Caffè di Radio1, affidato alla conduzione di Roberto Poletti nella fascia oraria 6:30-7:00, Radio anch’io è tornato al suo formato originario, articolato in due segmenti per una durata complessiva di 50 minuti.

## Spin-off
Radio anch'io sport è uno spin-off settimanale curato dalla redazione sportiva, trasmesso il lunedì dalle 07:30 alle 9:00. Durante la prima parte del programma viene presentata una rassegna stampa degli eventi sportivi; nella seconda parte si approfondiscono i temi sportivi con la partecipazione di ospiti, commentatori e le consuete telefonate del pubblico.
Radio anch'io estate è la "vetrina estiva" di Rai Radio 1, e va in onda solo in quel periodo dal lunedì al venerdì alle 7:30.

## Conduttori
Di seguito una panoramica delle varie collaborazioni e sostituzioni tra questi professionisti in diversi anni:
- Gianni Bisiach ed Elena Doni, attivi rispettivamente tra il 1978 e il 1992 e tra il 1980 e il 1990;
- Carlo Albertazzi (27-30 novembre 2001, 6 febbraio-1° marzo 2002, 23 luglio-30 agosto 2002, 8-18 agosto 2006, 5-29 agosto 2008, 9-10 settembre 2008, 21-24 dicembre 2010, 9-13 agosto 2021, 30-31 dicembre 2021, 4-29 luglio 2022, 27-30 dicembre 2022, 31 luglio-11 agosto 2023, 19-30 agosto 2024, 2-3 gennaio 2025)
- Margherita Di Mauro (3 settembre 2002-29 gennaio 2003, 4 febbraio-1° aprile 2003, 4 aprile-23 maggio 2003, 3 giugno-18 luglio 2003)
- Stefano Mensurati (30-31 gennaio 2003, 2-3 aprile 2003, 27-30 maggio 2003, 22 luglio 2003-2 luglio 2004, 27 luglio-23 dicembre 2004, 11 gennaio-22 aprile 2005, 10 maggio-15 luglio 2005, 9 agosto 2005-14 aprile 2006, 25 aprile-9 giugno 2006, 20 giugno-28 luglio 2006, 22 agosto 2006-13 luglio 2007, 30 luglio-14 settembre 2007, 30 giugno-1° luglio 2025)
- Giorgio Zanchini (6-23 luglio 2004, 18 settembre-21 dicembre 2007, 2 gennaio-10 aprile 2008, 22 aprile-1° agosto 2008, 2 settembre 2008-31 luglio 2009, 1° settembre-30 dicembre 2009; 30 giugno 2014-31 luglio 2015, 1° settembre 2015-5 febbraio 2016, 12 febbraio-29 luglio 2016, 6 settembre 2016-12 maggio 2017, 24 maggio-2 giugno 2017, 26 giugno-4 agosto 2017, 31 agosto-22 dicembre 2017, 2 gennaio-29 giugno 2018, 10-27 luglio 2018, 6-10 agosto 2018, 28 agosto-11 dicembre 2018, 14-21 dicembre 2018, 3 gennaio-21 giugno 2019, 2-24 luglio 2019, 30 luglio-9 agosto 2019; 2 settembre-27 dicembre 2019; 6 gennaio-1° luglio 2020, 7-17 luglio 2020, 28 luglio-7 agosto 2020, 26 agosto-24 dicembre 2020, 5 gennaio-9 luglio 2021, 19 luglio-6 agosto 2021, 23 agosto-29 dicembre 2021, 7 gennaio-17 giugno 2022, 6 settembre-23 dicembre 2022, 3 gennaio-21 luglio 2023, 29 agosto-29 dicembre 2023, 9 gennaio-19 luglio 2024, 5-9 agosto 2024, 3 settembre-27 dicembre 2024, 7 gennaio-27 giugno 2025, 2-18 luglio 2025, dal 4 agosto 2025)
- Gustavo Rosenfeld (3-7 gennaio 2005)
- Ruggero Po (26 aprile-6 maggio 2005, 19 luglio-5 agosto 2005, 18-21 aprile 2006, 13-16 giugno 2006, 1°-4 agosto 2006, 17-27 luglio 2007, 27-28 dicembre 2007, 17-18 aprile 2008, 4-7 agosto 2009, 25-28 agosto 2009, 5 gennaio-6 agosto 2010, 24 agosto-17 dicembre 2010, 11 gennaio-12 agosto 2011, 30 agosto 2011-27 luglio 2012, 14 agosto 2012-14 giugno 2013, 2 luglio-20 dicembre 2013, 7 gennaio-27 giugno 2014)
- Carlotta Tedeschi (11-21 agosto 2009, 10-20 agosto 2010)
- Gianmarco Trevisi (28 dicembre 2010-7 gennaio 2011, 9-11 febbraio 2016, 6-14 giugno 2017, 7-11 agosto 2017, 22-25 agosto 2023)
- Fabio Sanfilippo (16-26 agosto 2011)
- Luca Patrignani (31 luglio-10 agosto 2012, 18-28 giugno 2013, 24 dicembre 2013-3 gennaio 2014)
- Nicole Ramadori (16-23 maggio 2017, 15-23 giugno 2017, 22-30 agosto 2017, 27-29 dicembre 2017, 3-6 luglio 2018, 30 luglio-3 agosto 2018, 21-24 agosto 2018, 12-13 dicembre 2018, 27-28 dicembre 2018, 25-28 giugno 2019, 19-30 agosto 2019, 30-31 dicembre 2019, 21-24 giugno 2022)
- Sara Piselli (2-3 luglio 2020, 21-24 luglio 2020, 10-25 agosto 2020, 29-30 dicembre 2020, 13-16 luglio 2021, 16-20 agosto 2021, 4-6 gennaio 2022, 27-29 giugno 2022, 1°-12 agosto 2022, 2-5 gennaio 2024)
- Giovanni Acquarulo (25-26 luglio 2019, 2-3 gennaio 2020, 2-3 luglio 2020)
- Enrica Belli (29 giugno-1° luglio 2022, 23 agosto-2 settembre 2022)
- Massimo Giraldi (24-28 luglio 2023)
- Pablo Rojas (22 luglio-2 agosto 2024)
- Fabrizio Ratiglia (21-25 luglio 2025)
- Raffaele Roselli (28 luglio-1° agosto 2025)

## Premi
- La puntata trasmessa il 7 settembre 2004, dedicata alla Strage di Beslan, vinse il Premio Saint Vincent per il giornalismo del 2005.
- Nel 2013 riceve il premio Cuffie d'Oro quale miglior programma radiofonico nella sezione Informazione.[10]